# The Very Best Of (album, Eagles)
The Very Best Of (v VB, Avstraliji in Novi Zelandiji je izšel pod imenom The Complete Greatest Hits) je dvojni kompilacijski album ameriške glasbene skupine Eagles, ki je izšel 21. oktobra 2003 pri založbi Warner Music Group. Album vsebuje vse skladbe, ki so se že prej pojavile na kompilacijskih albumih Their Greatest Hits (1971–1975) in Eagles Greatest Hits, Vol. 2, single »Please Come Home for Christmas«, dve skladbi z albuma Hell Freezes Over ter novo skladbo »Hole in the World«.
The Very Best of je izšel v trojnem setu skupaj z DVD-jem, ki je vseboval videospot nove skladbe »Hole in the World«.

## Komercialna uspešnost
Album je na lestvici Billboard 200 debitiral na 3. mestu, s prodanimi 162.000 izvodi. Na lestvici je ostal 62 tednov. Album je postal zlat, platinast, 17. decembra 2003 pa je postal dvakrat platinast. 13. decembra 2004 je postal trikrat platinast. V ZDA je bilo prodanih več kot 5 milijonov izvodov tega albuma.
Decembra 2007 je album prišel na irsko lestvico, kjer je ostal 325 tednov. V Združenem kraljestvu je 1. novembra 2003 album prišel na 27. mesto lestvice. Album se je junija 2006 ponovno uvrstil na lestvico, tokrat na 9. mesto.

## Seznam skladb
| Disk 1 | Disk 1                     | Disk 1                                                | Disk 1                     | Disk 1  |
| Št.    | Naslov                     | Pisec                                                 | Album                      | Dolžina |
| ------ | -------------------------- | ----------------------------------------------------- | -------------------------- | ------- |
| 1.     | „Take It Easy‟             | Jackson Browne, Glenn Frey                            | Eagles (1972)              | 3:29    |
| 2.     | „Witchy Woman‟             | Don Henley, Bernie Leadon                             | Eagles (1972)              | 4:10    |
| 3.     | „Peaceful Easy Feeling‟    | Jack Tempchin                                         | Eagles (1972)              | 4:16    |
| 4.     | „Desperado‟                | Don Henley, Glenn Frey                                | Desperado (1973)           | 3:33    |
| 5.     | „Tequila Sunrise‟          | Don Henley, Glenn Frey                                | Desperado (1973)           | 2:52    |
| 6.     | „Doolin-Dalton‟            | Jackson Browne, Glenn Frey, Don Henley, J.D. Souther  | Desperado (1973)           | 3:26    |
| 7.     | „Already Gone‟             | Jack Tempchin, Robb Strandlund                        | On the Border (1974)       | 4:13    |
| 8.     | „Best of My Love‟          | Don Henley, Glenn Frey, J. D. Souther                 | On the Border (1974)       | 4:35    |
| 9.     | „James Dean‟               | Jackson Browne, Glenn Frey, J. D. Souther, Don Henley | On the Border (1974)       | 3:36    |
| 10.    | „Ol' '55‟                  | Tom Waits                                             | On the Border (1974)       | 4:22    |
| 11.    | „Midnight Flyer‟           | Paul Craft                                            | On the Border (1974)       | 3:58    |
| 12.    | „On the Border‟            | Don Henley, Bernie Leadon, Glenn Frey                 | On the Border (1974)       | 4:28    |
| 13.    | „Lyin' Eyes‟               | Don Henley, Glenn Frey                                | One of These Nights (1975) | 6:21    |
| 14.    | „One of These Nights‟      | Don Henley, Glenn Frey                                | One of These Nights (1975) | 4:51    |
| 15.    | „Take It to the Limit‟     | Randy Meisner, Don Henley, Glenn Frey                 | One of These Nights (1975) | 4:48    |
| 16.    | „After the Thrill Is Gone‟ | Don Henley, Glenn Frey                                | One of These Nights (1975) | 3:56    |
| 17.    | „Hotel California‟         | Don Felder, Don Henley, Glenn Frey                    | Hotel California (1976)    | 6:30    |

| Disk 2          | Disk 2                           | Disk 2                                            | Disk 2                   | Disk 2  |
| Št.             | Naslov                           | Pisec                                             | Album                    | Dolžina |
| --------------- | -------------------------------- | ------------------------------------------------- | ------------------------ | ------- |
| 1.              | „Life in the Fast Lane‟          | Joe Walsh, Don Henley, Glenn Frey                 | Hotel California (1976)  | 4:46    |
| 2.              | „Wasted Time‟                    | Don Henley, Glenn Frey                            | Hotel California (1976)  | 4:55    |
| 3.              | „Victim of Love‟                 | Don Felder, J. D. Souther, Don Henley, Glenn Frey | Hotel California (1976)  | 4:11    |
| 4.              | „The Last Resort‟                | Don Henley, Glenn Frey                            | Hotel California (1976)  | 7:25    |
| 5.              | „New Kid in Town‟                | J. D. Souther, Don Henley, Glenn Frey             | Hotel California (1976)  | 5:04    |
| 6.              | „Please Come Home for Christmas‟ | Charlie Brown, Gene Redd                          | singl (1978)             | 2:58    |
| 7.              | „Heartache Tonight‟              | Don Henley, Glenn Frey, Bob Seger, J. D. Souther  | The Long Run (1979)      | 4:26    |
| 8.              | „The Sad Café‟                   | Don Henley, Glenn Frey, Joe Walsh, J. D. Souther  | The Long Run (1979)      | 5:35    |
| 9.              | „I Can't Tell You Why‟           | Timothy B. Schmit, Don Henley, Glenn Frey         | The Long Run (1979)      | 4:56    |
| 10.             | „The Long Run‟                   | Don Henley, Glenn Frey                            | The Long Run (1979)      | 3:42    |
| 11.             | „In the City‟                    | Joe Walsh, Barry De Vorzon                        | The Long Run (1979)      | 3:46    |
| 12.             | „Those Shoes‟                    | Don Felder, Don Henley, Glenn Frey                | The Long Run (1979)      | 4:56    |
| 13.             | „Seven Bridges Road‟ (v živo)    | Steve Young                                       | Eagles Live (1980)       | 3:02    |
| 14.             | „Love Will Keep Us Alive‟        | Pete Vale, Jim Capaldi, Paul Carrack              | Hell Freezes Over (1994) | 4:00    |
| 15.             | „Get Over It‟                    | Don Henley, Glenn Frey                            | Hell Freezes Over (1994) | 3:29    |
| 16.             | „Hole in the World‟              | Don Henley, Glenn Frey                            | nova skladba (2003)      | 4:30    |
| Skupna dolžina: | Skupna dolžina:                  | Skupna dolžina:                                   | Skupna dolžina:          | 140:48  |

## Zasedba

### Eagles
- Glenn Frey – kitare, klavir, klaviature, tolkala, vokali
- Don Henley – bobni, tolkala, kitare, vokali
- Randy Meisner – bas kitara, guitarron, vokali (Disk 1; Disk 2: 1–5)
- Bernie Leadon – kitare, banjo, mandolina, pedal steel kitara, vokali (Disk 1: 1–6)
- Don Felder – kitare, klaviature, sintetizatorji, vokali (Disk 1: 7, 13–17; Disk 2: 1–15)
- Joe Walsh – kitare, klaviature, orgle, sintetizator, vokali (Disk 1: 17; vse na disku 2)
- Timothy B. Schmit – bas kitara, vokali (Disk 2: 6–16)

### Dodatni glasbeniki
- Steuart Smith – kitare (Disk 2: 16)
- Scott Crago – bobni, tolkala (Disk 2: 14–16)
- Willie Hollis – klavir (Disk 2: 14–16)
- Jim Ed Norman – klavir, godalni aranžmaji (Disk 1: 4, 13, 15; Disk 2: 2, 4)
- David Sanborn – altovski saksofon (Disk 2: 8)
- Al Perkins - pedal steel kitara (Disk 1: 10)